# 魚沼田中站
魚沼田中站（日语：／ Uonuma-Tanaka eki */?）是位於新潟縣魚沼市田中，東日本旅客鐵道（JR東日本）的只見線車站。

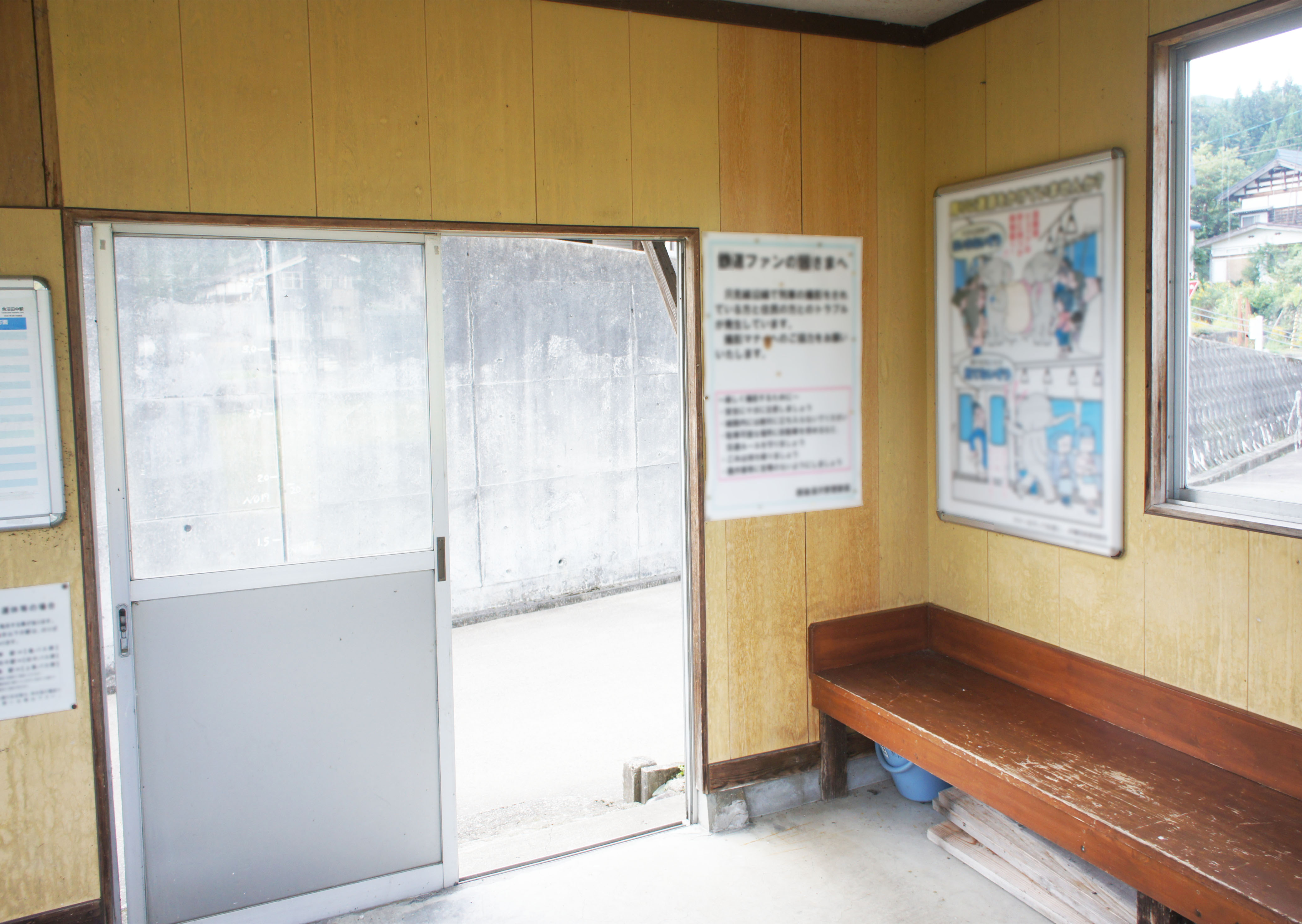
候車室內（2021年9月）

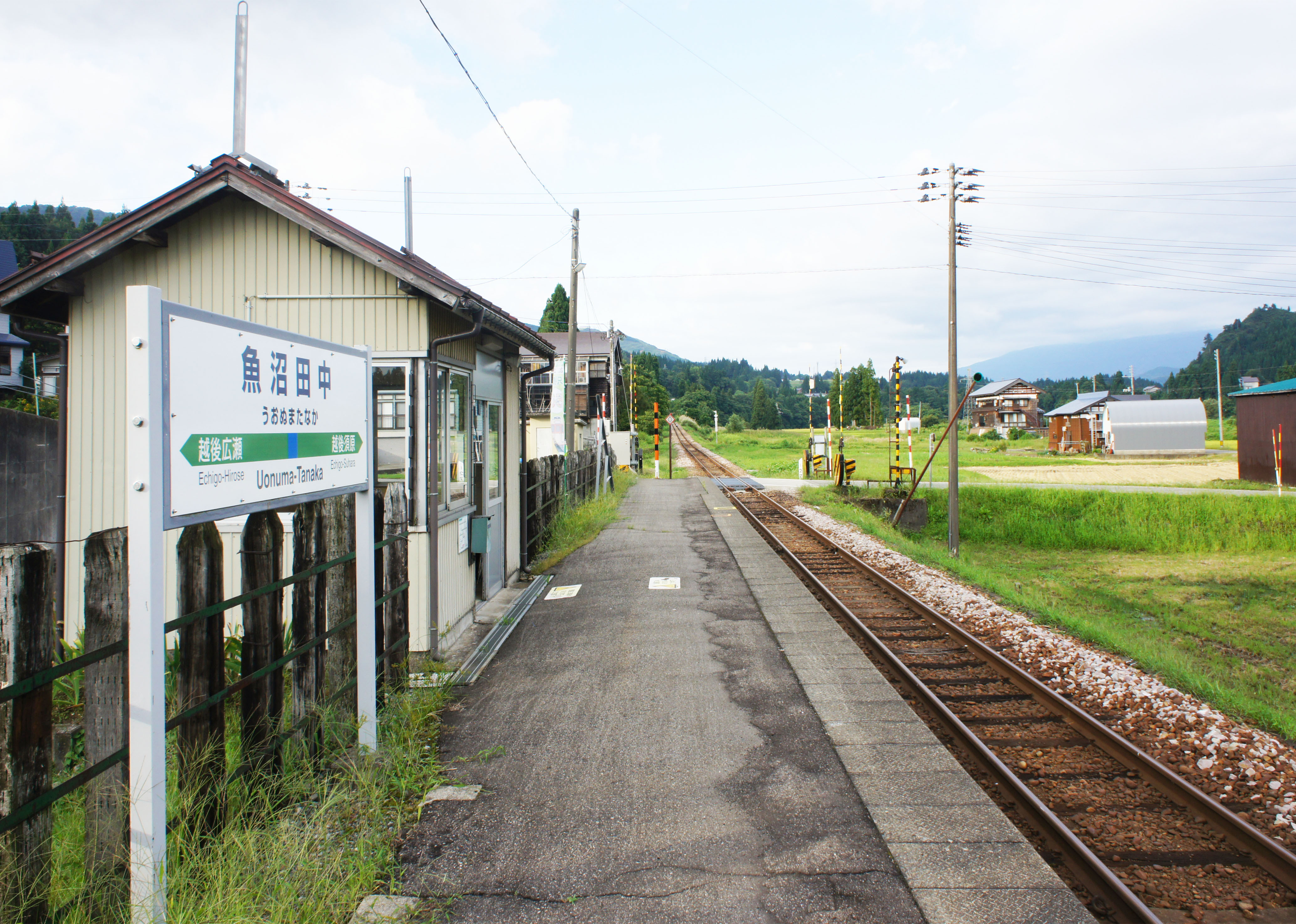
月台（2021年9月）

## 歷史
- 1951年（昭和26年）
  - 3月1日：日本國有鐵道（國鐵）開設魚沼田中臨時乘降場。
  - 10月1日：升級至車站[1]。
- 1987年（昭和62年）4月1日：伴隨國鐵分割民營化，車站由東日本旅客鐵道（JR東日本）營運。

## 車站構造
此站是地面車站，設有1面1線的單式月台。車站內設有小型候車室。此站是由越後湯澤站管理的無人車站。

## 車站周邊
車站附近設有田園地帶和民居。
- 魚沼田中郵局
- 破間川（日语：破間川） - 藪神水壩
- 國道252號（日语：国道252号）

車站附近曾經設有越後Axiom滑雪場（舊名 權現堂滑雪場）。

## 巴士路線

包含此站在內的南越後觀光巴士路線圖

越後交通集團下的南越後觀光巴士設有巴士路線停靠附近巴士站，巴士路線與只見線並行。
- UA 小出＝上條＝貫木、穴澤線[2]
從車站步行約2分鐘的國道252號上（郵局附近）設有「田中」（UA18）巴士站。

## 相鄰車站
東日本旅客鐵道（JR東日本）
■只見線
越後須原－魚沼田中－越後廣瀨

## 注腳
1. 1 2  「日本國有鐵道公示第228号」『官報』1951年9月29日（國立國會圖書館數碼化收藏）
2. ↑  南越後観光バス 小出・小千谷地区 （页面存档备份，存于）（日語） - 2020年1月2日參閲。

## 外部連結
- 車站資訊（魚沼田中）：東日本旅客鐵道（日語）